# Berkelland
Berkelland (phát âmⓘ) là một đô thị ở tỉnh Gelderland của Hà Lan. Đô thị này được lập ngày 1 tháng 1 năm 2005 trên cơ sở sáp nhập các đô thị Borculo, Eibergen, Neede, và Ruurlo. Đô thị mới được đặt tên theo sông Berkel.

## Các trung tâm dân cư
- Trước đây thuộc Borculo: Borculo, Geesteren, Gelselaar, Haarlo.
- Trước đây thuộc Eibergen: Avest, Beltrum, Eibergen, Holterhoek, Hupsel, Lintvelde, Loo, Mallem, Olden Eibergen, Rekken, Zwolle.
- Trước đây thuộc Neede: Achterveld, Broeke, Hoonte, Lochuizen, Neede, Noordijk, Noordijkerveld, Rietmolen.
- Trước đây thuộc Ruurlo: Brinkmanshoek, De Bruil, De Haar, Heurne, Mariënvelde, Ruurlo, Veldhoek.